# Römerquelle-Kunstwettbewerb
Der Römerquelle Kunstwettbewerb war von 1979 bis 2001 mit 18 Kunstwettbewerben ein Sponsoring von jungen Künstlern durch die Mineralwasserfirma Römerquelle.

## Römerquelle Kunstwettbewerb 1979–2001
- 1982 2. Römerquelle-Kunstwettbewerb Hans Prätterhoffer[1]
- 1983 3. Römerquelle-Kunstwettbewerb 1. Preis Gotthard Muhr, 2. Preis Ernst Skrička, 3. Preis Roman Scheidl, Ankauf Gunter Damisch u. a.[2][3]
- 1984 4. Römerquelle-Kunstwettbewerb Lore Heuermann[4]
- 1985 5. Römerquelle-Kunstwettbewerb 1. Preis Georg Salner,[5] 2. Preis Lore Heuermann,[6] Ulrich Plieschnig[7]
- 1986 6. Römerquelle-Kunstwettbewerb Ulrich Plieschnig, Lore Heuermann
- 1987 7. Römerquelle-Kunstwettbewerb 1. Preis Karl-Heinz Klopf[8], Margarethe Haberl[9]
- 1988 8. Römerquelle-Kunstwettbewerb 1. Preis Tassilo Blittersdorff[10]
- 1989 9. Römerquelle-Kunstwettbewerb 1. Preis (Guido Hoffmann)
- 1989 9. Römerquelle-Kunstwettbewerb Römerquelle-Ankaufspreis Kassian Erhart[11]
- 1989 Werner Reiterer Römerquelle-Entdeckungspreis beim Römerquelle Kunstpreis
- 1990 Dietmar Franz (* 1960) Ankaufspreis[12][13]
- 1992 Hans Prätterhoffer[14]
- 1993 11. Römerquelle-Kunstwettbewerb Agnes Fuchs Ankaufspreis[15]
- 1994 12. Römerquelle-Kunstwettbewerb Margarethe Haberl[16]
- 1995 13. Römerquelle-Kunstwettbewerb Römerquelle Fotopreis Ausstellung im Fotohof in Salzburg Siegrun Appelt, Walter Berger, Sabine Bitter, Ilse Haider, Rainer Iglar, Franziska Krammel, Lisa Holzer, Ulrike Lienbacher[17]
- 1996 14. Römerquelle-Kunstwettbewerb Iris Andraschek, Heiko Bressnik, Thomas Freiler, Anita Gratzer, Aglaia Konrad, Michael Michlmayr, Hanns Otte, Christian Wachter, Dorothea Wimmer[18]
- 1997 15. Römerquelle-Kunstwettbewerb: Thomas Baumann, Reinhard Bernsteiner, Ludwig Gerstacker, Paul Jelinek, Suse Krawagna, Ulrike Lienbacher, Hubert Lobnig, Werner Reiterer, Melanie Riehle, Christoph Urwalek[19]
- 1998 16. Römerquelle-Kunstwettbewerb Klaus Fritsch, Maria Hahnenkamp, Octavian Trauttmansdorff, Susanne Habitzel, Werner Schrödl[20]
- 1999 17. Römerquelle-Kunstwettbewerb Christoph Bruckner, Manfred Erjautz, Lorenz Estermann, Sigrid Friedmann, Regina Hadraba, Christoph Hinterhuber, Nadja-Dominique Hlavka, Anna Jermolaewa, Leopold Maurer, Anna Meyer[21] Max Böhme (Maler)[22], Deborah Sengl Gruppenausstellung des 17. Römerquelle Kunstwettbewerbes in Salzburg, Klagenfurt, Wien[23]
- 2001 18. Römerquelle-Kunstwettbewerb 2000/2001 für künstlerische Fotografie Hubert Blanz[24] Thomas Freiler, Josh Müller, Anita Witek, Gregor Zivic, Ausstellung 2001 im Westlicht, Rede von Carl Aigner[25]

## Römerquelle Editorial Award. Preis für Modefotografie
- 2006 Ausstellung im Kunstraum Niederösterreich in Wien Claudia Casentini, Georg Eckmayr, Ditz Fejer, Katharina Gossow, Yasmina Haddad, Georg Molterer, Pilo Pichler, Bernd Preiml, Tragopan, Esther Vörösmarty[26][27][28]